# Wassertracht

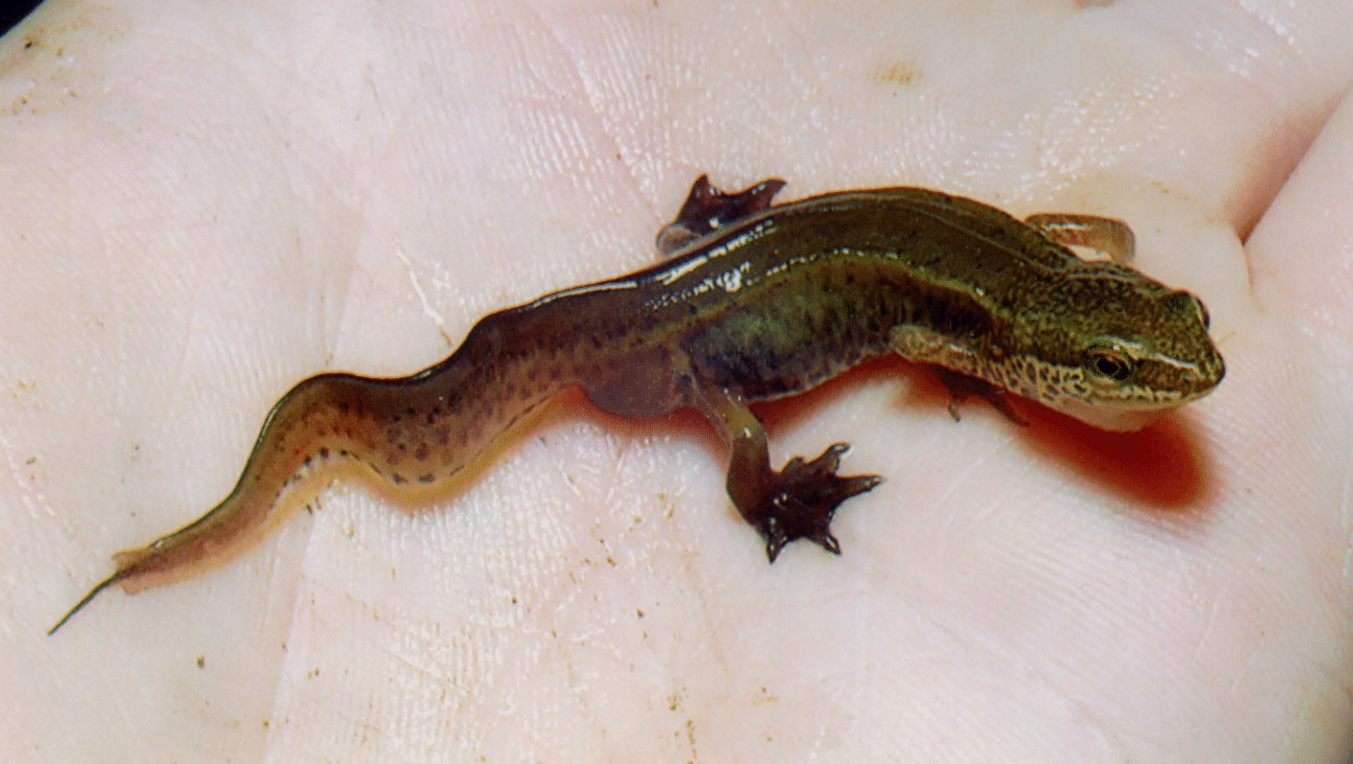
Fadenmolch-Männchen in Wassertracht

Wassertracht beschreibt bei Molchen (vorwiegend bei den Gattungen Triturus und Ichthyosaura) die Ausbildung eines wasserangepassten Erscheinungsbildes. Die Haut ist glatt, schleimig und hat eine ausgeprägte Färbung. Der Schwanz ist lateral abgeflacht und Hautsäume sind mehr oder weniger ausgeprägt. Der Wassergehalt des Molches ist signifikant erhöht.
Das Gegenteil der Wassertracht stellt die Landtracht dar.